# مالتول
مالتول (به انگلیسی: Maltol) با فرمول شیمیایی C6H6O3 یک ترکیب شیمیایی است. که جرم مولی آن ۱۲۶٫۱۱ گرم بر مول می‌باشد. 